# Synagoge Isarstraße
Die Synagoge Isarstraße war eine Synagoge im Hinterhof der Isarstraße 8 im Berliner Ortsteil Neukölln. Während der Novemberpogrome 1938 wurde sie vollständig zerstört. Seit 1988 erinnert eine Gedenktafel an die Synagoge.

## Geschichte
Die im September 1907 eröffnete Synagoge wurde vom Israelitische Brüder-Verein Rixdorf e.V. erbaut. Sie verfügte über eine Frauen-Empore, welche über eine Außentreppe zu erreichen war. Der erste Rabbiner der Gemeinde war Dr. Leo Kamerase. Von 1917 bis 1938 war Georg Kantorowsky Rabbiner der Gemeinde, bevor er am 22. Oktober 1940 mit seiner Frau Frieda und Tochter Eva von Berlin in Richtung Shanghai floh.

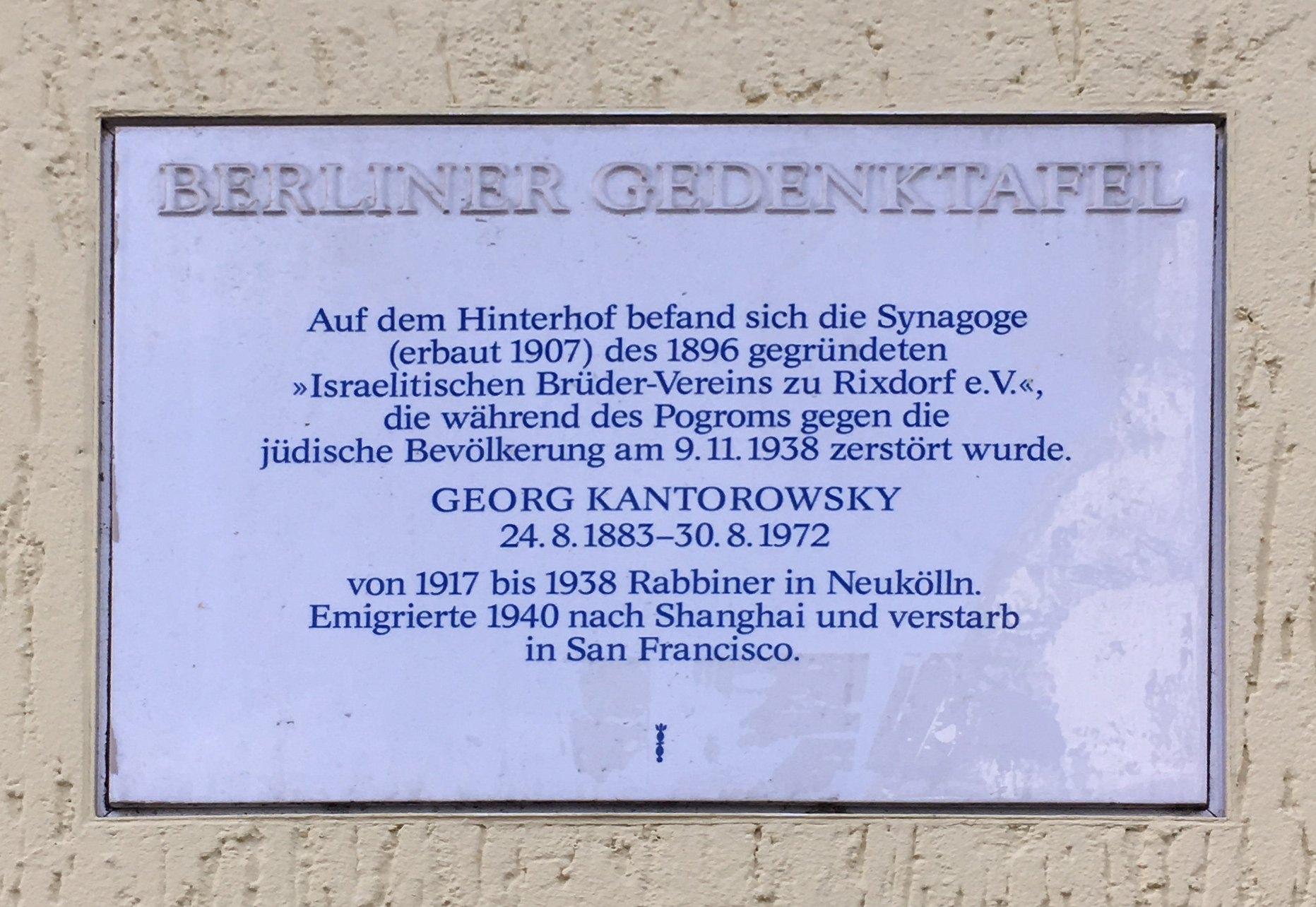
Gedenktafel zur Geschichte der Synagoge am Haus Isarstraße 8